# 대가면 (고성군)
대가면(大可面)은 대한민국 경상남도 고성군에 있는 면이다. 대가면은 고성읍에서 6.5Km 북쪽에 위치하여 동쪽은 고성읍과 마암면, 서쪽은 상리면과 영현면, 남쪽은 고성읍, 북쪽은 개천면에 접한다. 지방도 제1009호선이 면내를 관통하고 있어 교통은 비교적 편리한 편이며, 도내에서 제일 크고 고성군의 젖줄인 대가저수지와 곳곳에 저,소류지가 있어 수리시설이 양호하며 면민의 대다수가 농업에 종사하고 있는 전형적인 농촌마을이다.

## 연혁
대가면은 경상남고 고성군 중부에 있는 면으로 1018년 고려 현종 9년에 고성현으로 개칭되면서 대둔면과 가동면으로 나뉘며 대둔면은 7개, 가동면은 12개 동리를 관할하였다. 1914년 고성군의 면을 병합할 때 대둔면과 가동면을 합쳐서 대가면이라 칭하였고, 9개 법정리로 정하여 19개 행정리에 40개 반으로 나뉘어 현재에 이르고 있다.

## 행정 구역
- 송계리
- 신전리
- 갈천리
- 양화리
- 연지리
- 유흥리
- 암전리
- 금산리
- 척정리

## 교육
- 대흥초등학교
  - 송계분교 (폐교) : 대가면 송계1길 418 (송계리)